# Chay Hews
Chay Hews est un footballeur australien né le 30 septembre 1976. Il était milieu de terrain.